# El Globo
El Globo era una rivista settimanale spagnola, pubblicata dal Gruppo PRISA dal 1987.

## Storia
El Globo nasce nel 1987, diretta inizialmente da Eduardo San Martín, nella primavera del 1988, subentra Jesús Ceberio (che successivamente sarà direttore di El País).
Nel settembre 1988 a causa di scarsi risultati di vendita, viene pubblicato l'ultimo numero il 12 del mese, nonostante stessero preparando un forte rilancio.